# دانييل روميرو
دانييل روميرو (بالإسبانية: Daniel Romero)‏ (20 مارس 1985 ببوينس آيرس في الأرجنتين - ) هو لاعب كرة قدم أرجنتيني في مركز الدفاع. لعب مع تشاكاريتا جيونيورز وجيمناسيا لابلاتا ونادي شهرداري بندر عباس ونويفا شيكاجو وClub Villa Mitre ‏ وGuaraní Antonio Franco ‏ وFC Jūrmala ‏.